# Turmhügel Altenburg (Sulzfeld)
Der Turmhügel Altenburg ist eine abgegangene mittelalterliche Turmhügelburg (Motte) auf 325 m ü. NHN, etwa 850 Meter südöstlich der Kirche von Sulzfeld im Landkreis Rhön-Grabfeld in Bayern.
Von der ehemaligen Mottenanlage ist der sechs Meter hohe und 30 mal 30 Meter große Turmhügel erhalten.